# Жилой дом артистов МХАТ
Жилой дом артистов МХАТ —  здание, расположенное по адресу Брюсов переулок, 17 в Пресненском районе Центрального административного округа Москвы. Объект культурного наследия федерального значения.

## История
В 1927 году Константин Станиславский привлёк Алексея Щусева к созданию декораций к постановке пьесы «Сёстры Жерар» в Московском художественном театре. Во время работы Щусев сблизился с актёрами, возглавил созданный ими строительный кооператив и составил для них проект жилого дома. Участок для строительства был выделен на Брюсовском переулке возле церкви Воскресения Словущего на Успенском Вражке, который артисты смогли сохранить от закрытия. Здание было построено за 1 год.
В разные годы в доме жили известные драматические артисты, певцы и танцоры. В их числе Василий Качалов, Нина Литовцева, Иван Москвин, Леонид Леонидов, Екатерина Гельцер, Густав Шпет,  Василий Тихомиров, Марис Лиепа. Квартиру-мастерскую в доме занимал и сам Щусев. Выдающимся артистам, населявшим дом, посвящены памятные доски на фасаде. Благодаря известным жильцам, в первую очередь, советскому актёру и театральному режиссёру Ивану Москвину, дом получил статус памятника истории и культуры федерального значения.

## Архитектура
Здание было выполнено в простых, лаконичных формах, характерных для советского конструктивизма 1920-х годов, и оштукатурен с мраморной крошкой. Композиционно оно состояло из 3 параллелепипедов, самый низкий из которых завершался выходящей на сторону церкви террасой с видом на Москву и Кремль. В помещении, выходящем на террасу, разместил свою мастерскую сам Щусев. Планировка и отделка остального здания были выполнены с учётом пожеланий конкретных жильцов. Потолки были украшены лепниной, в некоторых квартирах были камины, в одной — бассейн. На одном из этажей располагались всего 2 квартиры: из 6 и 11 комнат, причём во второй были предусмотрены 2 санузла и 2 кухни, что позволяло разделить её на 3-комнатную и 8-комнатную. Комнаты в квартирах были устроены в виде анфилады, характерной для построек эпохи классицизма XVIII—XIX веков.
В современный период дом утратил гармоничные пропорции из-за надстройки — пентхауса художника Никаса Сафронова, который также приобрёл квартиры на верхних этажах здания в 2000-х — 2010-х годах.